# Pojazdy Szynowe Pesa Bydgoszcz
Pour les articles homonymes, voir Pesa.
Pesa (Pojazdy Szynowe Pesa Bydgoszcz) est un constructeur ferroviaire basé à Bydgoszcz, en Pologne. C'est le plus vieux constructeur de matériel ferroviaire dans le pays. Outre le marché polonais, il dispose de clients dans plusieurs pays européens, dont la Hongrie, la Lituanie, l'Italie, l'Allemagne, la République tchèque ou la Russie.

## Produits
Pesa produit et modernise des autorails et automotrices,, des tramways, des locomotives électriques et diesels
ainsi que des voitures de chemin de fer et des wagons de marchandises.

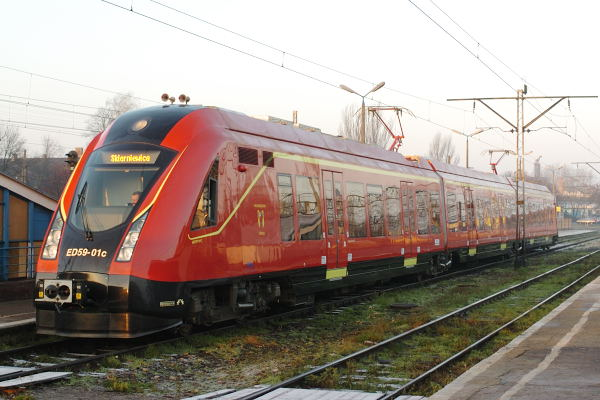
Automotrice Pesa.
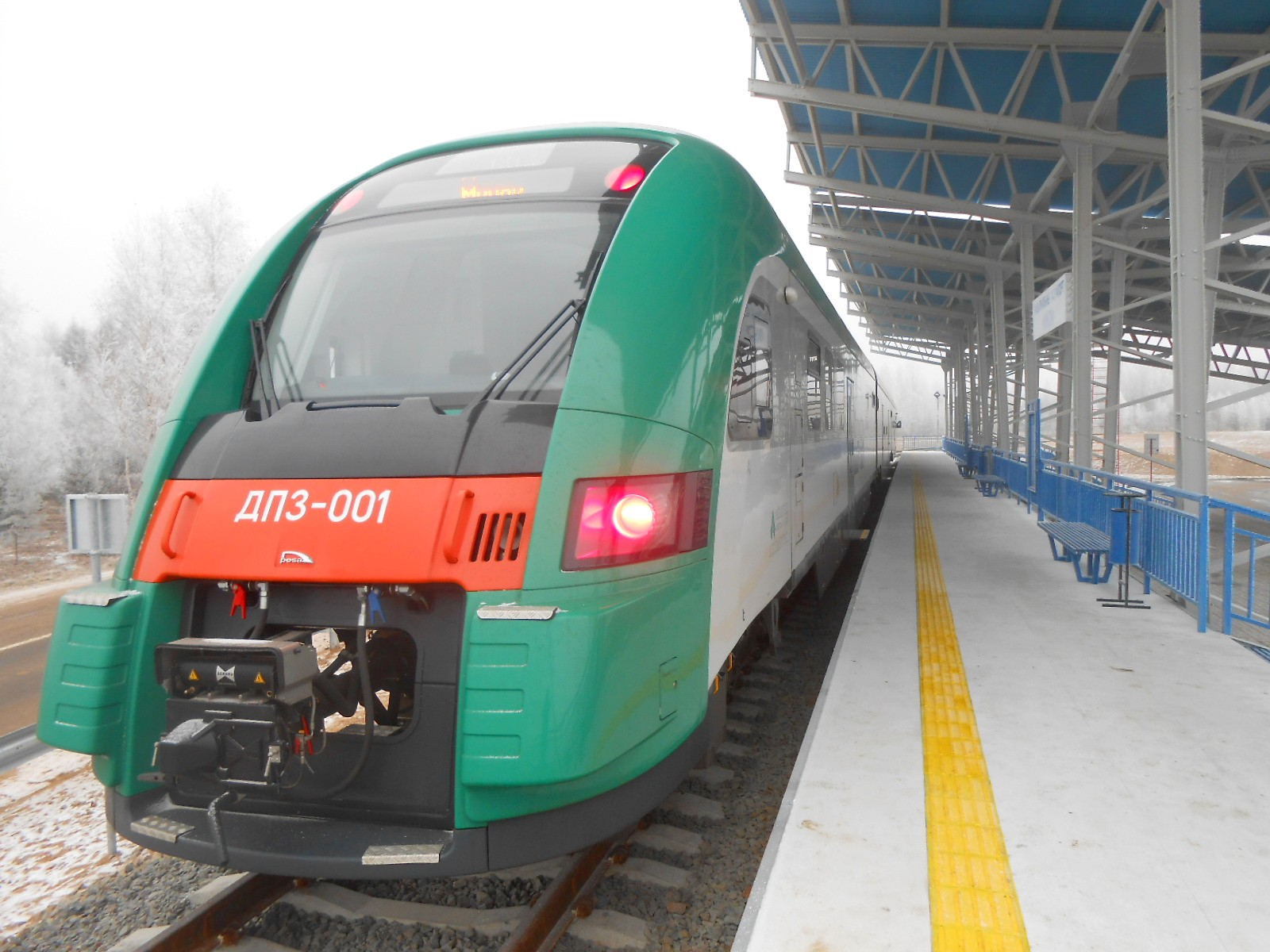
Le 730 M en Biélorussie.
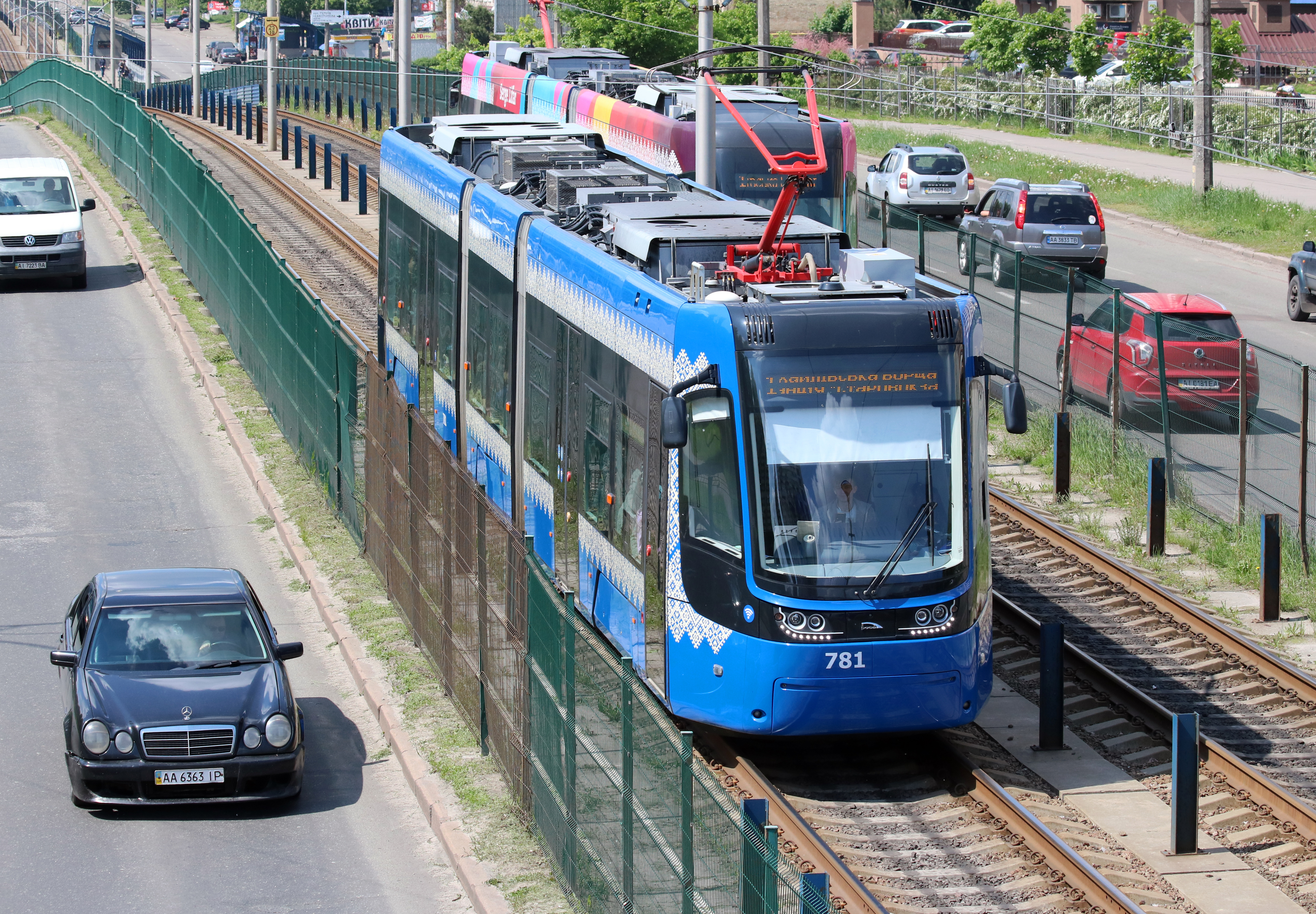
Pesa Foxtrot du Métro léger de Kiev.
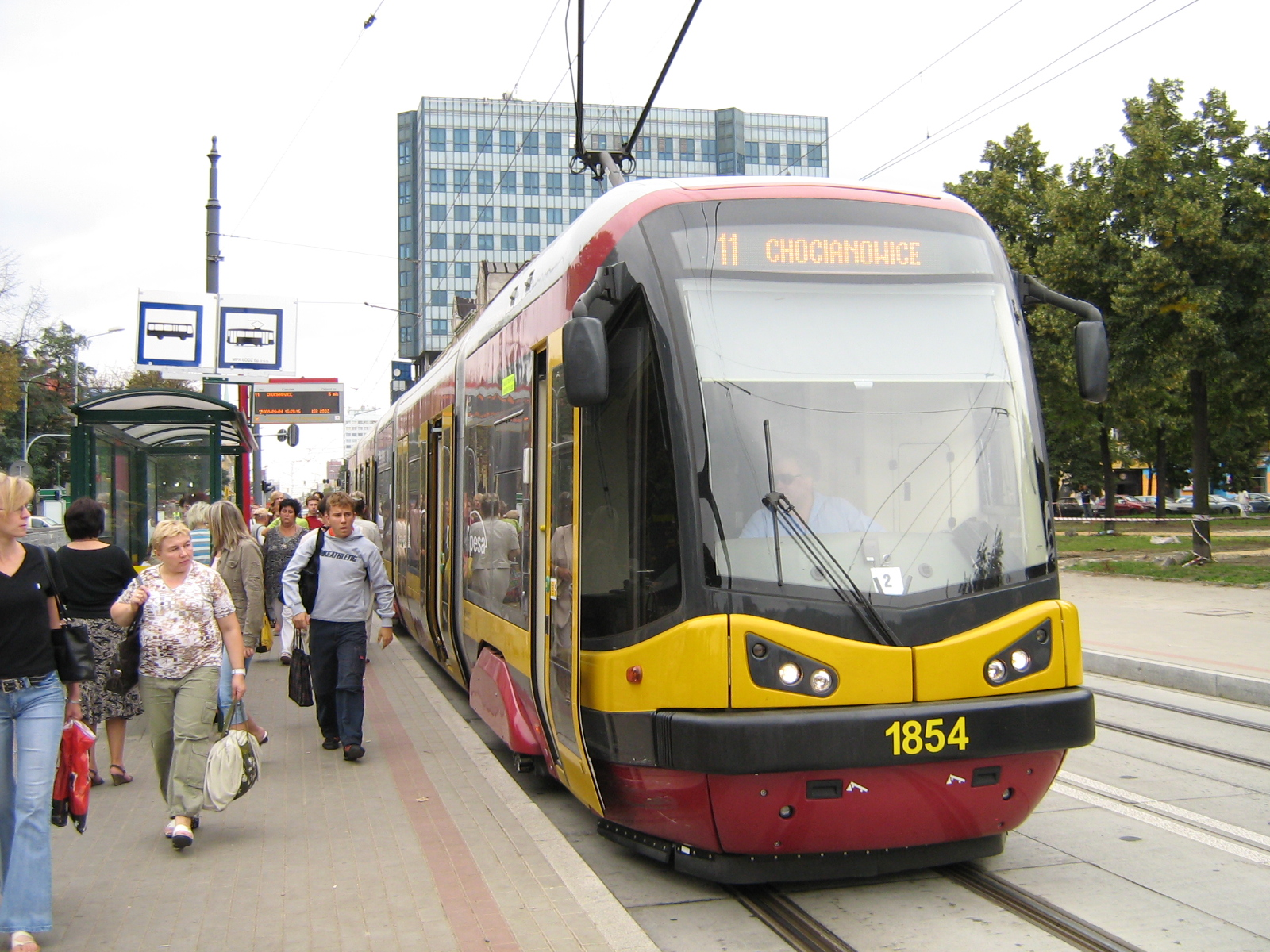
Tramway Pesa 122N à Lodz.
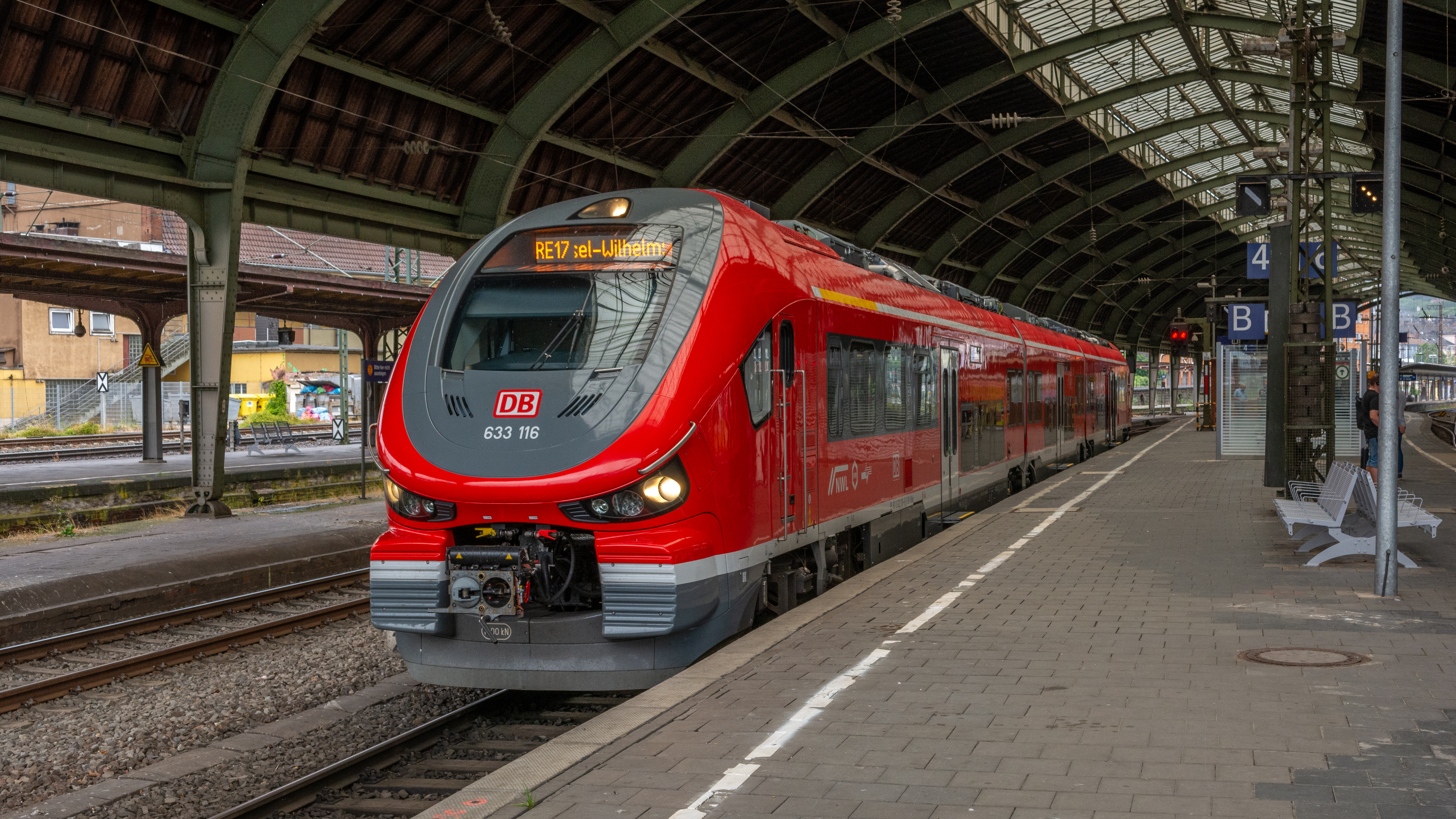
Pesa Link.
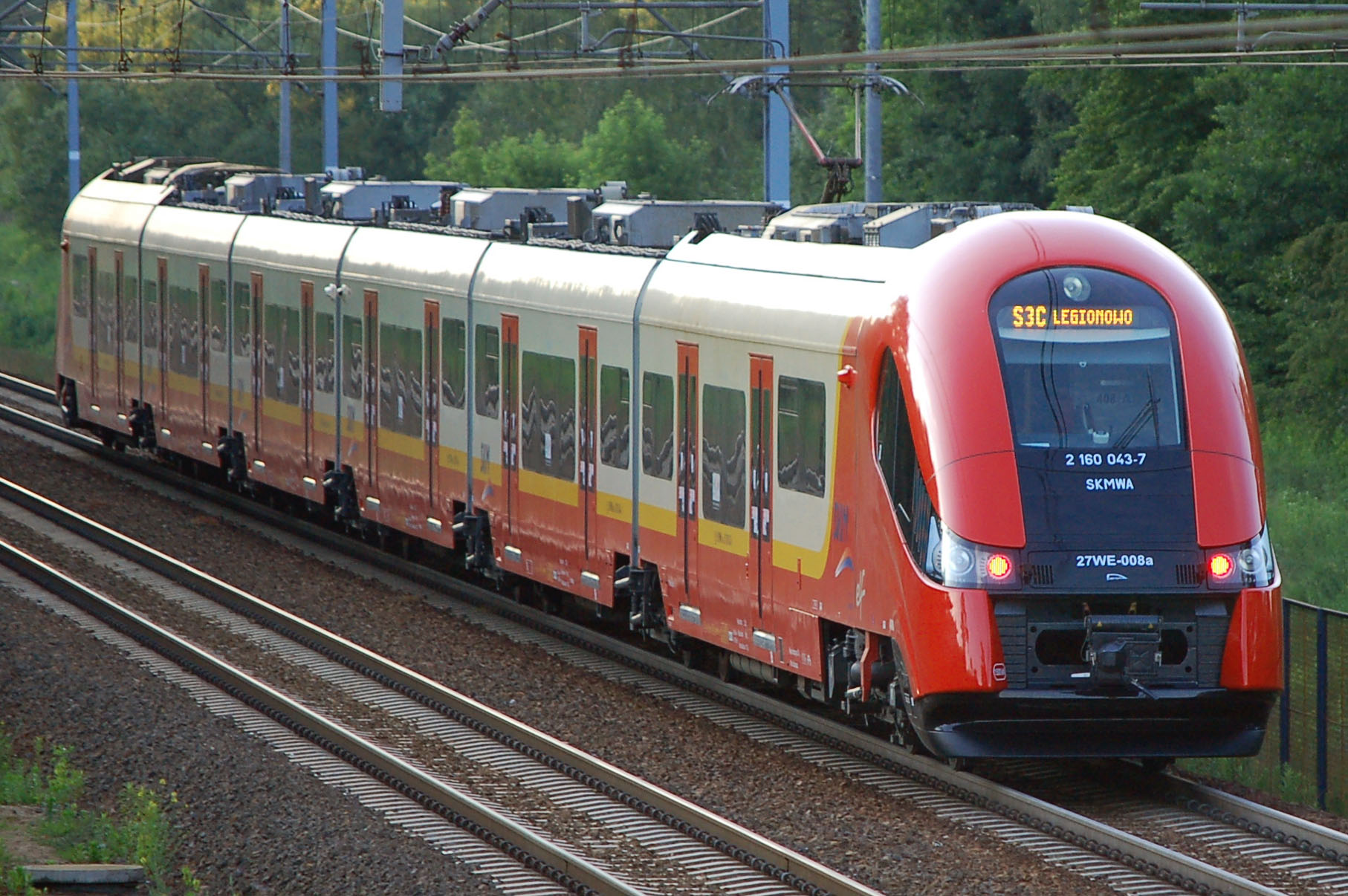
Pesa Elf.